# مشخصات OpenAPI
مشخصه OpenAPI، که قبلاً با عنوان Swagger شناخته می‌شد، هوش مصنوعی متکی به زبان برای خواندن متون مختلف که برای توصیف، تولید، مصرف و تصویرسازی خدمات وب استفاده می‌شود. این مشخصه قبلاً بخشی از چارچوب Swagger بود، اما در سال 2015، به یک پروژه جداگانه تبدیل شد که توسط ابتکارات OpenAPI، به عنوان یک پروژه همکاری مشترک منبع باز با نظارت بنیاد لینوکس طراحی شد.
سند OpenAPI نمایانگر یک توصیف رسمی از نوعی رابط برنامه‌نویسی نرم‌افزاری (API) است که ابزارها می‌توانند از آن برای تولید کد، مستندات، آزمون‌های تستی و سایر عملیات استفاده کنند.

## تاریخچه
توسعه Swagger در اوایل سال 2010 توسط تونی تام، که در شرکت واژه نامه آنلاین Wordnik کار می‌کرد، آغاز شد.
او در مارس 2015، SmartBear Software مشخصات API منبع باز Swagger را از Reverb Technologies، در Wordnik به دست آورد.
در نوامبر 2015، SmartBear اعلام کرد که مشخصات Swagger را به سازمان جدیدی به نام OpenAPI Initiative، تحت حمایت بنیاد لینوکس، اهدا می‌کند. دیگر شرکت‌های عضو مؤسس عبارتند از 3scale، Apigee، Capital One، Google، IBM، Intuit، Microsoft، PayPal، و Restlet.
در 1 ژانویه 2016، برند Swagger به برند OpenAPI (OAS) تغییر نام داد و به پایگاه اطلاعات جدید GitHub منتقل شد.
```
در جولای 2017، OpenAPI Initiative نسخه 3.0.0 مشخصات خود را منتشر کرد. MuleSoft، مشارکت‌کننده اصلی زبان مدل‌سازی جایگزین RESTful API (RAML)، به OAS پیوست و ابزار API Modeling Framework خود را منبع باز کرد، که می‌تواند اسناد OAS را از ورودی RAML تولید کند.
```

در فوریه 2021، OpenAPI Initiative نسخه 3.1.0 را منتشر کرد. پشتیبانی از شناسایی مجوزهای API با استفاده از شناسه استاندارد SPDX، در کنار استفاده از طرحواره‌های مرسوم باعث شده تا این هوش مصنوعی عملکردی دقیق داشته باشد.